# Municipio de Veracruz
El municipio de Veracruz es uno de los 212 municipios del estado mexicano de Veracruz. Su cabecera es la localidad de Veracruz. Forma parte de la Zona metropolitana de Veracruz.

## Geografía
El municipio de Veracruz abarca 247.1 km². Colinda al este con el Golfo de México; al norte con el municipio de La Antigua; al oeste con los municipios de Paso de Ovejas y Manlio Fabio Altamirano; y al sur con los municipios de Medellín de Bravo y Boca del Río.

## Localidades
El municipio de Veracruz cuenta con 90 localidades.
| Localidad                 | Población (2020) |
| ------------------------- | ---------------- |
| Veracruz                  | 405 952          |
| Valente Díaz              | 36 818           |
| Lomas de Río Medio Cuatro | 20 849           |

## Gobierno
| Presidente municipal            | Periodo         | Partido | Partido                              |
| ------------------------------- | --------------- | ------- | ------------------------------------ |
| Ulises Rendón Rodríguez         | 1943-1946       |         | Partido de la Revolución Mexicana    |
| Marcelino Tuero Molina          | 1946-1949       |         | Partido Revolucionario Institucional |
| Mauro Loyo Díaz                 | 1949-1952       |         | Partido Revolucionario Institucional |
| Arturo Llorente González        | 1952-1955       |         | Partido Revolucionario Institucional |
| Francisco Ramírez Gobea         | 1955-1958       |         | Partido Revolucionario Institucional |
| Tomás Tejeda Lagos              | 1958-1961       |         | Partido Revolucionario Institucional |
| Manuel Calderas García          | 1961-1964       |         | Partido Revolucionario Institucional |
| Manlio Fabio Tapia Camacho      | 1964-1967       |         | Partido Revolucionario Institucional |
| Mario Vargas Saldaña            | 1967-1970       |         | Partido Revolucionario Institucional |
| Ramón Garzón Arcos              | 1970-1973       |         | Partido Revolucionario Institucional |
| Juan Maldonado Pereda           | 1973-1976       |         | Partido Revolucionario Institucional |
| Roberto Ávila González          | 1976-1979       |         | Partido Revolucionario Institucional |
| Virgilio Cruz Parra             | 1979-1982       |         | Partido Revolucionario Institucional |
| Adalberto Tejeda Patraca        | 1982-1985       |         | Partido Revolucionario Institucional |
| Gerardo Poo Ulíbarri            | 1985-1988       |         | Partido Revolucionario Institucional |
| Guillermo González Díaz         | 1988-1991       |         | Partido Revolucionario Institucional |
| Víctor Antonio Gardoqui Zurita  | 1991 (Interino) |         | Partido Revolucionario Institucional |
| Efrén López Meza                | 1991-1994       |         | Partido Revolucionario Institucional |
| Roberto Eugenio Bueno Campos    | 1994-1997       |         | Partido Acción Nacional              |
| Francisco Juan Ávila Camberos   | 1997-2000       |         | Partido Acción Nacional              |
| José Ramón Gutiérrez de Velasco | 2000-2004       |         | Partido Acción Nacional              |
| Julen Rementería del Puerto     | 2004-2007       |         | Partido Acción Nacional              |
| Jon Gurutz Rementería Sempe     | 2007-2010       |         | Partido Revolucionario Institucional |
| Luz Carolina Gudiño Corro       | 2010-2013       |         | Partido Revolucionario Institucional |
| Ramón Poo Gil                   | 2013-2017       |         | Partido Revolucionario Institucional |
| Fernando Yunes Márquez          | 2017-2021       |         | Partido Acción Nacional              |
| Patricia Lobeira Rodríguez      | 2021-2025       |         | Partido Acción Nacional              |